# Танзанијски шилинг
Танзанијски шилинг је званична валута у Танзанији. Скраћеница тј. симбол за шилинг је x/y а међународни код TZS. Шилинг издаје Банка Танзаније. У 2009. години инфлација је износила 11,6%. Један шилинг састоји се од 100 сентија.
Уведен је 1966.
Постоје новчанице у износима 500, 1000, 2000, 5000 и 10000 шилинга и кованице од 50, 100 и 200 шилинга.